# Senoi
Die Senoi sind eine der als Orang Asli bezeichneten indigenen Ethnien der langgestreckten malaiischen Halbinsel im heutigen Malaysia.
Zu den Senoi, bei denen mehrere ethnische Gruppen zu unterscheiden sind, gehören etwa 12.000 bis 18.000 Angehörige.
Traditionell lebten sie vor allem im Inneren der Gebirge als Jäger in den tropischen Regenwäldern. Diese Lebensweise behielten sie teilweise noch bis zu Beginn des 20. Jahrhunderts bei. Die Senoi sprechen eine eigene Sprache, die zu den Mon-Khmer-Sprachen gehört.
In die unzugänglichen Bergregenwälder Nord-Zentral-Malaysias haben sich einige Gruppen der Temiar-Senoi zurückgezogen, die dort ein Leben in freiwilliger Isolation von der Globalkultur führen.
Es wurde viel über die Träume der Senoi publiziert. Träume und Trancezustände sind ein wesentliches Element für die Kultur und Gesellschaft. In Träumen erscheinen jenseitige Geistwesen, die in Ritualen (Heilungszeremonien) eine wesentliche Rolle spielen. Frühere Berichte, wonach Senoi sich luzider Träume bedienen, also Träume bewusst beeinflussen, ließen sich so nicht bestätigen und entsprechen nicht ihrer eigenen Traumtheorie.
Zu den Musikinstrumenten der Senoi gehören eine Maultrommel genggong aus Metall, eine Maultrommel ranggong (oder juring ranggnin) aus einer Palmblattrippe (Eugeissona tristis), mit dem Mund und der Nase geblasene Querflöten, eine zweisaitige Bambusröhrenzither kereb oder karaniing (ähnlich der indonesischen guntang) und Bambusstampfrohre gooh. Letztere werden paarweise zur Begleitung weiblicher Gesangschöre eingesetzt.